# Félix Ganard
Pour les articles homonymes, voir Guénard.
Félix Ganard, parfois appelé Guénard ou Ganair, est un fondeur de cloches, né à Germainvilliers (Haute-Marne) le 24 octobre 1661 et mort avant 1725, actif à Silenrieux (désormais entité de Cerfontaine), au centre de l'Entre-Sambre-et-Meuse. 

## Biographie
Félix Ganard est le cousin germain de François Burel I (Breuvannes vers 1668 - Champigneulles 1735), fondeur de cloches. Ganard est certainement parti assez jeune en Belgique comme apprenti, avec un maître expérimenté, à l’instar de bien d'autres fondeurs de cloches du Bassigny, et s’y est fixé ensuite dans les années 1690[réf. incomplète].
Félix Ganard épouse Marie-Anne Moriamé (1688-1761), née à Bousignies-sur-Roc (Nord) le 23 avril 1688. Le couple vient s'installer dans les dernières années du siècle à Silenrieux, où il aura dix enfants : six fils et quatre filles, de 1705 à 1717.
Le 12 novembre 1725, sa veuve se porte garante pour Nicolas Chevreson, maitre fondeur à Illoud en Lorraine (Haute-Marne actuellement), qui a fondu la cloche décimale de la paroisse de Rognée (Walcourt) pour le compte du chapitre Saint-Théodard de Thuin, décimateur du lieu. Cet artisan a donc pu reprendre le travail confié à son défunt mari ; ce dernier n’est pas décédé à Silenrieux mais vraisemblablement sur le lieu de son travail, dans une région plus ou moins éloignée.[réf. nécessaire]

## Production
Félix Ganard travaille principalement dans sa région d'adoption, l'Entre-Sambre-et-Meuse : on connaît de lui : 
- une cloche en 1700 pour l'église Saint-Rémi de Bérelles (canton de Solre-le-Château, Nord)[4],[5] ;
- deux cloches du carillon d’Ath en 1703[6] ;
- une cloche à Leernes en 1713[5] ;
- deux cloches à Pesche [7] ;
- une cloche à Momignies en 1720[8].

Un de ses fils, Félix Ganard (Silenrieux 1705-1756), reprend le métier de son père. Il fond au moins quatre fois des cloches : 
- en 1737, une cloche pour la communauté de Villers-deux-Églises (Cerfontaine) [9] ;
- une cloche à Castillon (Walcourt), en collaboration : « pierre gvillemin & felix ganard m’ont fait l’an 1737 », cloche toujours en activité à côté d’une autre de 1551 des Vanden Ghein, de Louvain[10] ;
- en collaboration avec le fondeur Joseph Dechange en 1741, une cloche de Meeffe[5].
- en 1751, les cloches de la collégiale Saint-Ursmer de Lobbes[11].